# Leopold von Schlözer

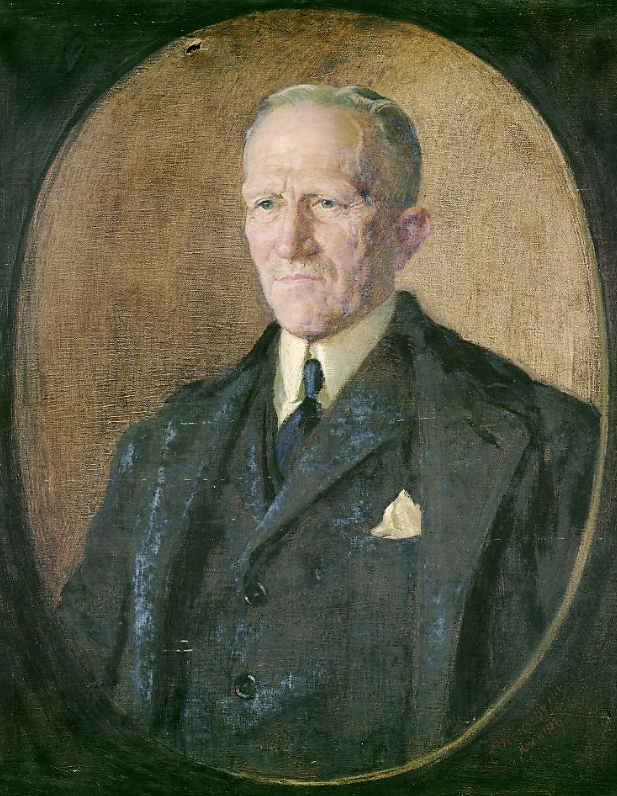
Leopold von Schlözer (1927)

Leopold von Schlözer, vollständig August Ludwig Leopold von Schlözer (* 6. Februar 1859 in Stettin; † 21. April 1946 in Tutzing) war ein preußischer Major, Autor, Herausgeber und Übersetzer.

## Leben
Leopold von Schlözer war der jüngere Sohn des kaiserlich russischen Konsuls in Stettin Nestor von Schlözer aus dessen zweiter Ehe mit der Malerin Luise Freiin von Meyern-Hohenberg (1823–1907). Sein Bruder Karl (1854–1916) wirkte als Diplomat. 1873 wurden beide Söhne auf den Antrag des Vaters hin aus dem russischen Untertanenverhältnis entlassen.
Er wuchs zuerst auf dem von seinem Vater erworbenen Gut Rothensande auf, wo Wilhelm Wisser sein Hauslehrer war. Ab 1875 besuchte er das Vitzthum-Gymnasium Dresden. Nach dem Abitur studierte er Rechtswissenschaften und wurde Referendar im preußischen Justizdienst.

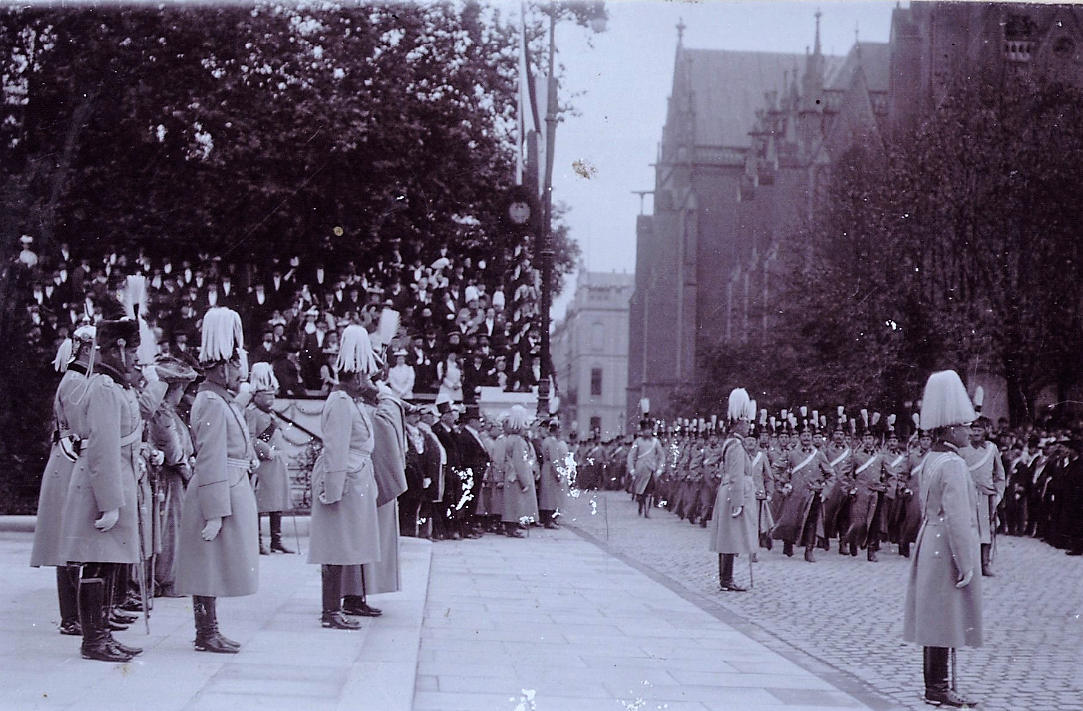
Leopold von Schlözer als Major (stehend, rechts) bei der Parade der Königshusaren in Bonn vor Kaiser Wilhelm II. aus Anlass der Einweihung des Denkmals für Kaiser Wilhelm I. 1906

Von Oktober 1881 bis September 1882 diente er als Einjährig-Freiwilliger im Leib-Dragoner-Regiment (2. Großherzoglich Hessisches) Nr. 24. Als Sekondeleutnant der Reserve war er dem Thüringischen Ulanen-Regiment Nr. 6 aggregiert. 1887 trat er in den aktiven Offiziersdienst ein. Im Februar 1890 wechselte er in das Husaren-Regiment „König Wilhelm I.“ (1. Rheinisches) Nr. 7 in Bonn, wo er am 22. März 1891 zum Premierleutnant befördert wurde. Von Oktober 1891 bis zum Juli 1894 war er zum Besuch der Kriegsakademie nach Berlin kommandiert. Zum 1. September 1896 erfolgte seine Beförderung zum überzähligen Rittmeister, und am 27. Januar 1897 wurde er Eskadronchef. 1905 erhielt er seine Beförderung zum Major. Zum 1. April 1907 wurde er zunächst für ein Jahr beurlaubt; am 21. April 1908 wurde ihm der Abschied mit der gesetzlichen Pension und der Erlaubnis zum Tragen der Regimentsuniform bewilligt.

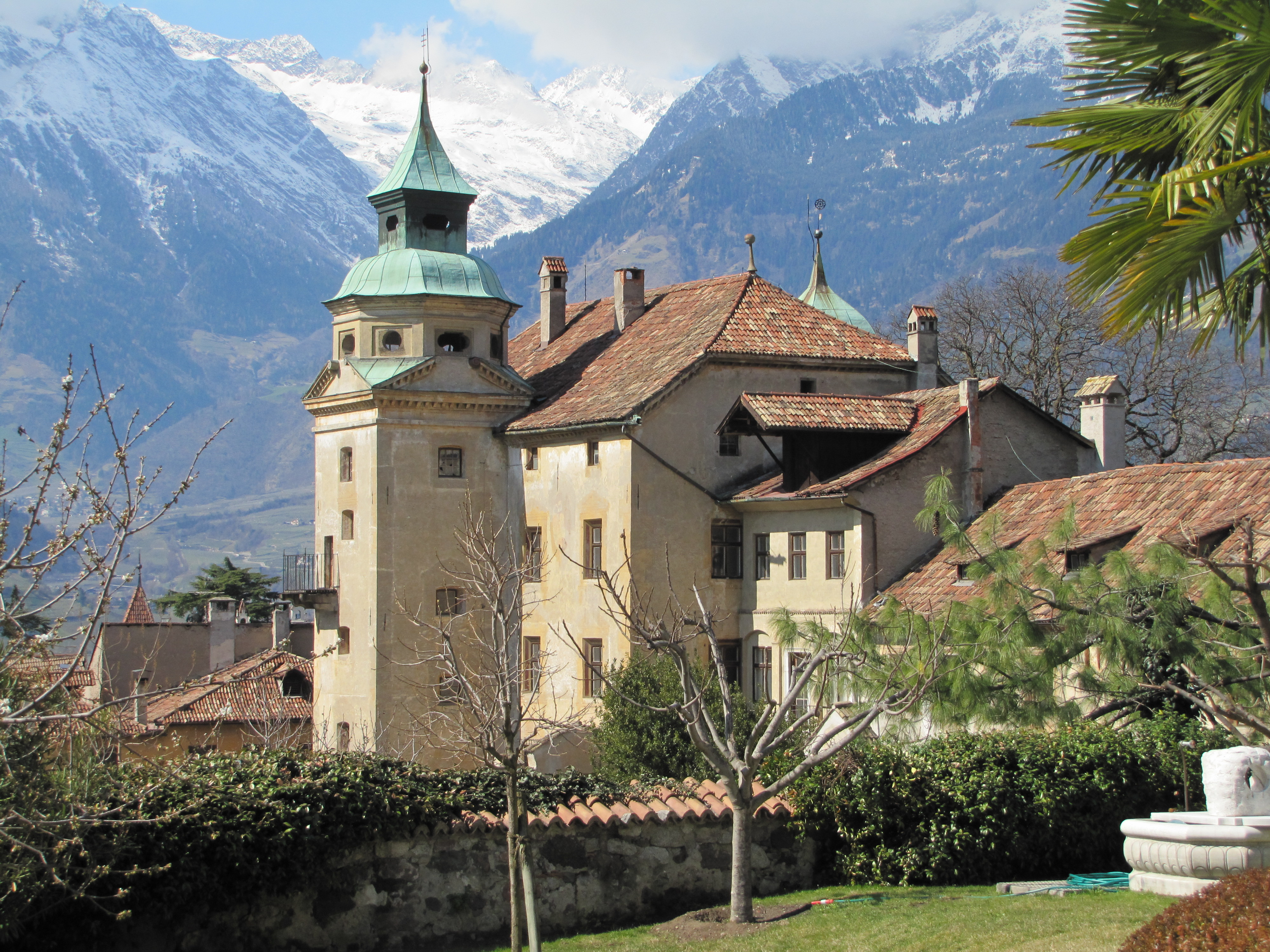
Schloss Winkel

Die nächsten Jahre lebte er in Italien. 1907 lernte er auf Capri Rainer Maria Rilke kennen. 1911 zog er von Rom nach Meran, wo er auf dem Ansitz Schloss Winkel im Ortsteil Obermais lebte. Während des Ersten Weltkriegs lebt er in Berlin; 1919 kam er nach Meran zurück. Nun wurde der Schriftsteller Georg von Ompteda, den er schon von der Dresdner Schulzeit her kannte, sein Mitbewohner im Schloss Winkel. Auch Rilkes Briefpartnerin Gudi Nölke zog im November 1922 hier ein. 1934 wurde Schloss Winkel an Antonio Cembran verkauft. Schlözer zog nach Tutzing in die Villa Neustätterstraße 78, die er Schlözerhaus nannte. Das Haus wurde auch zum Wohnhaus von Heinz Flügel und Redaktionssitz der Zeitschrift Eckart.
Schlözer heiratete am 26. September 1895 in Dresden die deutsch-baltische Baronesse Maria, geb. von der Ropp (* 22. Juli 1866; † 1939).
Sein Hauptwerk ist die Herausgabe der Briefsammlungen seines Onkels Kurd von Schlözer in sechs Bänden, zunächst gemeinsam mit seinem Bruder Karl und nach dessen Tod 1916 allein. Sie gelten heute als „Klassiker der deutschen Briefliteratur“.

## Nachlass
1940 erwarb die Universität Göttingen Leopold von Schlözers Sammlung von Familien-Erbstücken (Schloezeriana), Manuskripten und Briefen, die 1943 durch zusätzliche Schenkungen aus der Familie erweitert wurde.

## Auszeichnungen
- Roter Adlerorden IV. Klasse am 17. Juni 1902 zum 50. Jubiläum des Regiments 378
- Lippischer Hausorden III. Klasse[12]
- Mecidiye-Orden III. Klasse

## Schriften
- Beiträge zur Kenntnis der türkischen Armee. Felix, Berlin 1900–1901.

Band 1: Über Ursprung und Entwicklung des alt-türkischen Heeres. 1900 archive.org
- Rêve mauresque. Grenade 1901 (1912)

Lehm op! Manöver-Skizzen. Coben 1902
- (Übersetzer) Maurice Maeterlinck: Die Blinden. 2. Auflage, München: Langen 1902
- Inneres Leben. 2., durchges. und verm. Auflage, München: Beck 1907
- Unter sardischen Hirten. Berlin: Stilke 1911
- Generalfeldmarschall Freiherr von Loë: ein militärisches Zeit- und Lebensbild. Stuttgart : Deutsche Verl.-Anst., 1914
- (Hrsg.): Garde-Feld-Post: Auslese. [1914/17] Berlin: Julius Sittenfeld bis 1916, ff. Kalkoff 1917
- (Hrsg.) Jugendbriefe von Kurd von Schlözer: 1841-1856. Stuttgart; Berlin: Deutsche Verlags-Anstalt 1920
- (Hrsg.) Kurd von Schlözer: Petersburger Briefe 1857–1862, nebst einem Anhang: Briefe aus Berlin - Koppenhagen 1862-1864 und einer Anlage. Stuttgart: Deutsche Verlags-Anstalt 1921 archive.org
- Dorothea von Schlözer, der Philosophie Doctor: Ein deutsches Frauenleben um die Jahrhundertwende 1770–1825. Stuttgart; Berlin; Leipzig: Deutsche Verlags-Anstalt 1923

6. und 7. Tausend Göttingen: Deuerlich’sche Buchhandlung 1937
- (Hrsg.) Kurd von Schlözer: Letzte römische Briefe. Stuttgart: Deutsche Verlags-Anstalt 1924
- (Hrsg.) Kurd von Schlözer: Amerikanische Briefe. 4. Auflage, Stuttgart: Deutsche Verlags-Anstalt, 1927,
- (Übersetzer) Pius XI.: Alpine Schriften. Berlin : R. Mosse, 1925, 2. Auflage Regensburg: Josef Habbel 1936
- (Hrsg.) Karl von Schlözer: Menschen und Landschaften: Aus dem Skizzenbuch eines Diplomaten. Stuttgart: Deutsche Verlagsanstalt 1926
- Rainer Maria Rilke auf Capri: Gespräche. Dresden: W. Jess 1931, 2. Auflage 1932
- (Hrsg. und Einleitung): Kurd von Schlözer: Aus einem köstlichen Leben: Ausgewählte Briefe. Stuttgart; Berlin: Deutsche Verlags-Anstalt 1935
- Vorwärts! Leben! Aus meiner Bonner Husarenzeit. Dresden: Jeß 1938
- Aus der Jugendzeit. Dresden: Jeß 1938
- Vorwort: Erinnerung an den Dichter, in Georg von Ompteda: Bergkrieg. [11.–14. Tsd.] Berlin: Steuben 1938
- Maria: Briefe einer Baltin aus verklungener Zeit. Dresden : Jeß 1940